# Homonoia intermedia
Homonoia intermedia là một loài thực vật có hoa trong họ Đại kích. Loài này được Haines mô tả khoa học đầu tiên năm 1921.